# Los Angeles County Museum of Art

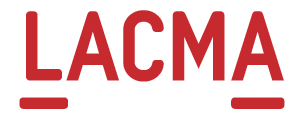
Logo des Los Angeles County Museum of Art

Das Los Angeles County Museum of Art (LACMA) ist ein 1961 gegründetes Kunstmuseum in Los Angeles. Es liegt am Wilshire Boulevard im Stadtviertel Hancock Park. Die Sammlung des Museums umfasst über 150.000 Werke von der Antike bis zur Gegenwart. Zahlreiche Stiftungen trugen zum Wachstum des Museums bei und ermöglichten mehrere Neubauten namhafter Architekten. Der nach Plänen des Schweizer Peter Zumthor errichtete jüngste Neubau soll 2026 eröffnet werden.

## Geschichte und Gebäude

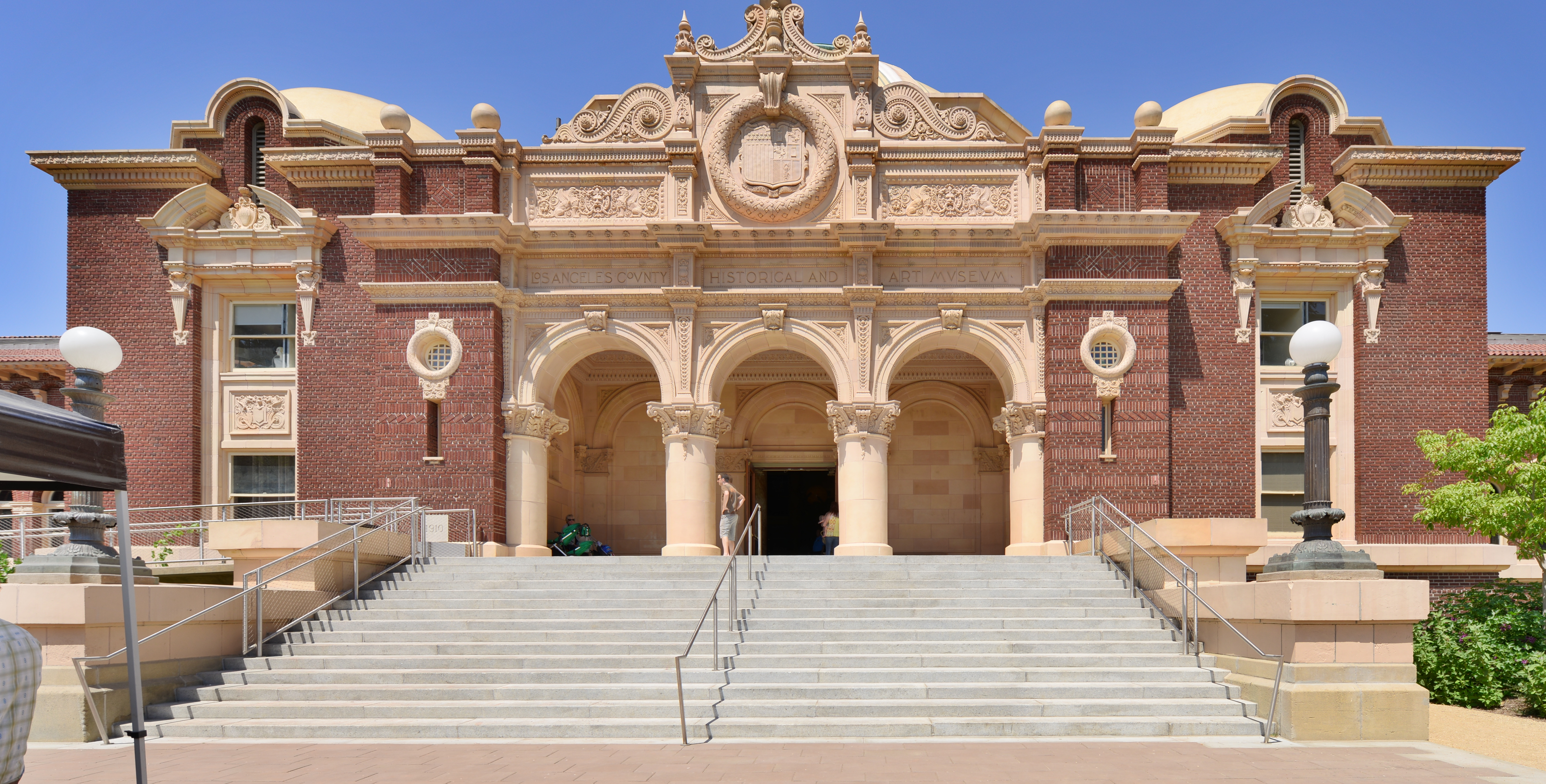
Eingang des National History Museum of Los Angeles, ursprünglich ebenfalls Ort der Kunstsammlung

Die Ursprünge der Sammlung des Los Angeles County Museum of Art gehen zurück auf das 1913 im Exposition Park in South Los Angeles eröffnete Museum of Science, History and Art. Das Museumsgebäude im französischen Beaux-Arts-Stil beherbergte zunächst keine eigene Kunstsammlung, sondern zeigte Leihgaben aus Privatbesitz. Dies änderte sich in den 1920er- und 1930er-Jahren, als durch Schenkungen eine Sammlung entstand und private finanzielle Zuwendungen erste Ankäufe ermöglichten. Zu den am stärksten wachsenden Gebieten der Sammlung gehörte die Abteilung für asiatische Kunst. Für die wachsende Sammlung wurde der ursprüngliche Museumsbau um einen Flügel erweitert.
Nach dem Zweiten Weltkriegs vergrößerte sich die Sammlung hauptsächlich um Werke der amerikanischen und europäischen Kunst sowie ägyptische Kunstgegenstände. Dazu gehörten vor allem Schenkungen von William Randolph Hearst, der beispielsweise den Grundstock für die Antikensammlung des Museums legte. J. Paul Getty stiftete den Museum Anfang der 1950er Jahre ebenfalls einige Werke, gründete jedoch Ende 1953 sein eigenes Museum im Stadtteil Pacific Palisades. Nachdem die Museumsleitung die Trennung der bisherigen Museumssammlungen beschlossen hatte, wurde 1961 das Los Angeles County Museum of Art als eigenständige Institution begründet. Am bisherigen Standort verblieb das Natural History Museum of Los Angeles County mit den naturkundlichen Sammlungen, während für die Kunstsammlungen ein neues Gebäude errichtet werden sollte. Zu diesem Zweck stiftete Allan Hancock ein Grundstück im Stadtviertel Hancock Park. Es wird begrenzt vom Wilshire Boulevard, der 6th Street, der Fairfax Avenue und den La Brea-Teergruben.

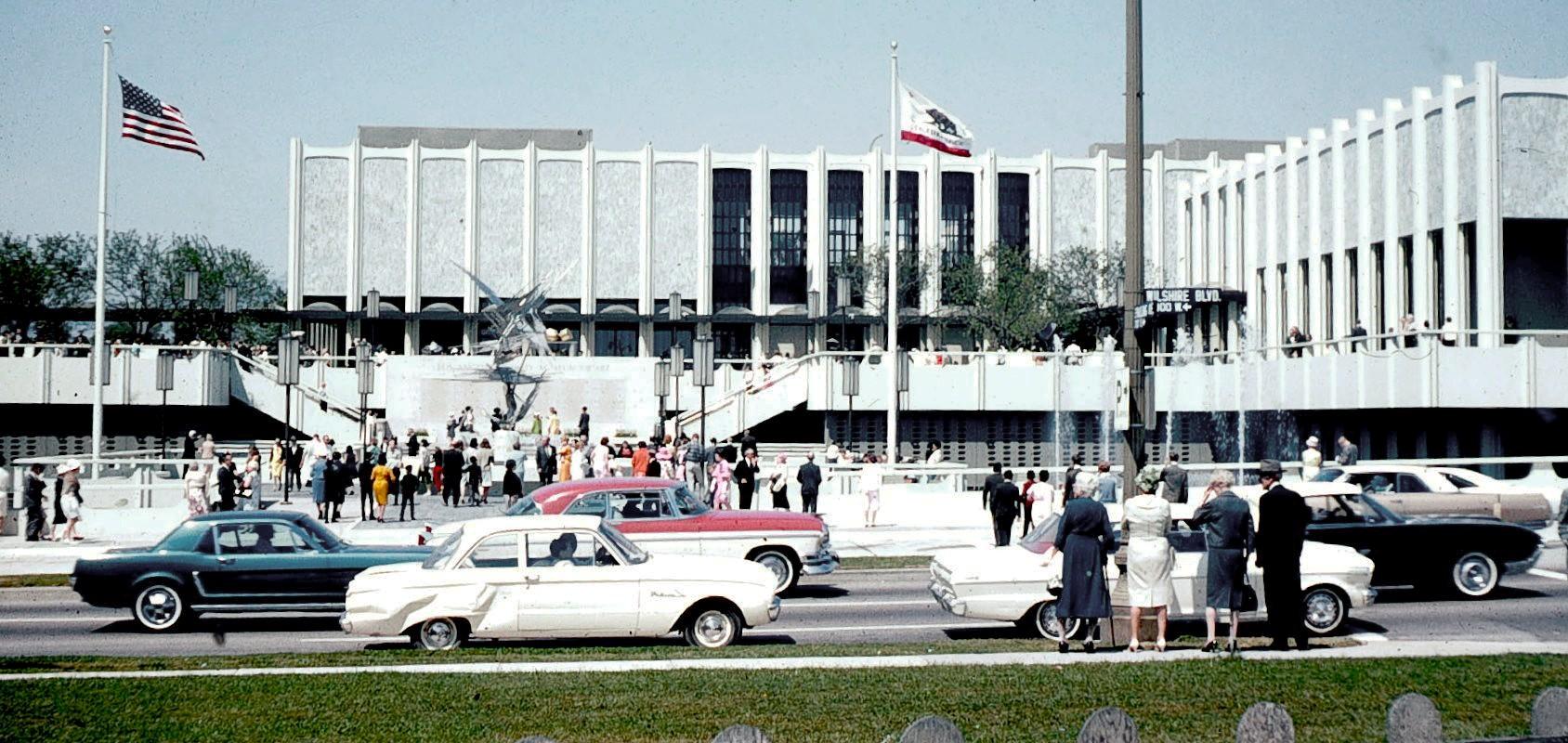
Los Angeles County Museum of Art am Wilshire Boulevard nach Plänen von William Pereira, 1965 eröffnet, inzwischen abgerissen

Der erste Museumsdirektor wurde Richard F. Brown, der bereits seit 1955 Kurator der Sammlung war. Er schlug Mies van der Rohe als Architekten für das zu bauende Museum vor, konnte sich jedoch beim Vorstand des Museums nicht durchsetzen, der einen regionalen Architekten aus Kalifornien wünschte. Schließlich wurde der seit den 1930er Jahren in Los Angeles lebende William Pereira mit dem Neubau beauftragt. Er orientierte sich am Lincoln Center in New York und entwarf einen Campus aus drei um einen Platz angelegten Gebäuden im klassischen modernen Stil, die 1965 eröffnet und nach den Stiftern Howard F. Ahmanson, Sr., Anna Bing Arnold und Bart Lytton benannt wurden. Im Ahmanson Building zeigte das Museum seine Sammlung, die Lytton Gallery bot Platz für Sonderausstellungen und das Bing Center verfügte über einem Vortragssaal, eine Bibliothek und Unterrichtsräume. 1967 gründete das Museum ein eigenes Zentrum für Konservierung und Restaurierung der Sammlung. 1968 wurde die Lytton Gallery nach Differenzen mit dem bisherigen Stifter umbenannt. Nachdem der Unternehmer Armand Hammer ersatzweise den Stiftungsbetrag übernommen hatte, trug das Gebäude die Bezeichnung Hammer Building. Für seine Privatsammlung begründete Hammer kurz vor seinem Tod 1990 mit dem ebenfalls am Wilshire Boulevard gelegenen Hammer Museum sein eigenes Kunstmuseum.
Die Gebäude waren zunächst von mehreren Wasserflächen umgeben, in denen sich die Gebäude spiegelten. Da immer wieder Öl aus den benachbarten La Brea-Teergruben in die Wasserbecken eindrang, wurden diese nach 10 Jahren trocken gelegt und in einen Skulpturengarten verwandelt. Kenneth Donahue, seit 1966 zweiter Direktor des Museums, bemängelte zudem die Architektur des Ahmanson Building. Die offene Gestaltung der Ausstellungsräume hin zu einem großen Atrium habe wenig Raum für die Kunstwerke gelassen. Daher wurden nach wenigen Jahren diese offenen Räume durch Trennwände geschlossen, wodurch das Atrium seine ursprüngliche Gestaltung einbüßte.

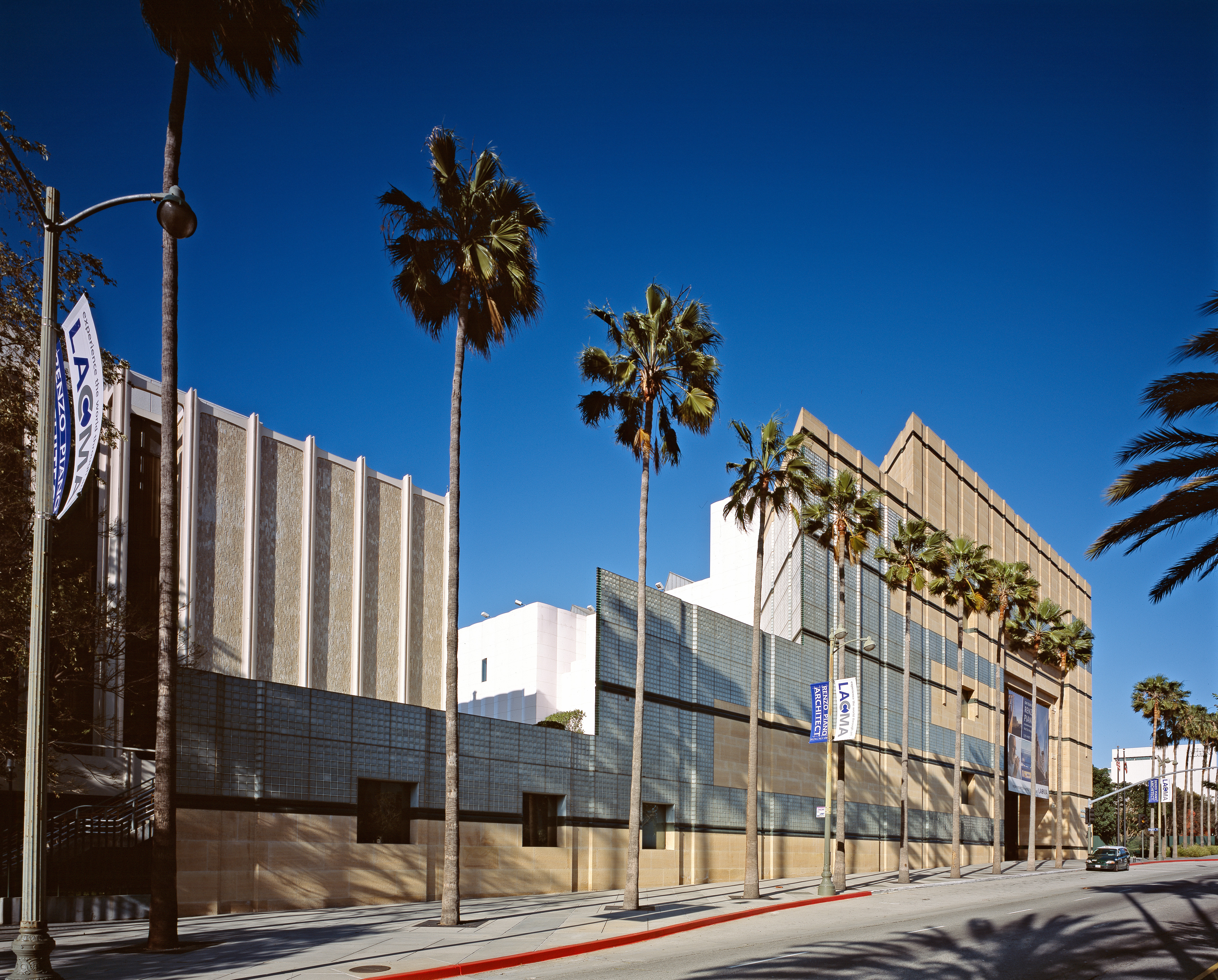
Art of the Americas Building (vormals Robert O. Anderson Building) 1986 eröffnet, inzwischen abgerissen

Earl A. Powell III, seit 1980 Direktor des Museums, leitete die Erweiterung des Museums ein, das für die kontinuierlich gewachsene Sammlung zusätzlichen Platz benötigte. Hierzu sollte der zentrale Platz zwischen den Gebäuden bebaut und die drei bisherigen Gebäude miteinander verbunden werden. Den Auftrag erhielt das New Yorker Architekturbüro Hardy Holzman Pfeiffer, die ein Gebäude mit einer Schaufassade zum Wilshire Boulevard im Stil des Art déco entwarfen. Die Altbauten sollten ursprünglich nach dem Plan der Architekten eine angepasste Fassadenerneuerung erhalten, was aber nicht zur Ausführung kam. Dadurch wirkte der 1986 als Robert O. Anderson Building eröffnete Neubau wie ein Fremdkörper, wie der Kritiker Robert Hughes bemerkte. Das neue Gebäude zeigte in seinen um einen zentralen Innenhof gelegenen Räumen zunächst Moderne Kunst und Zeitgenössische Kunst. 2007 wurde es in Art of the Americas Building umbenannt.

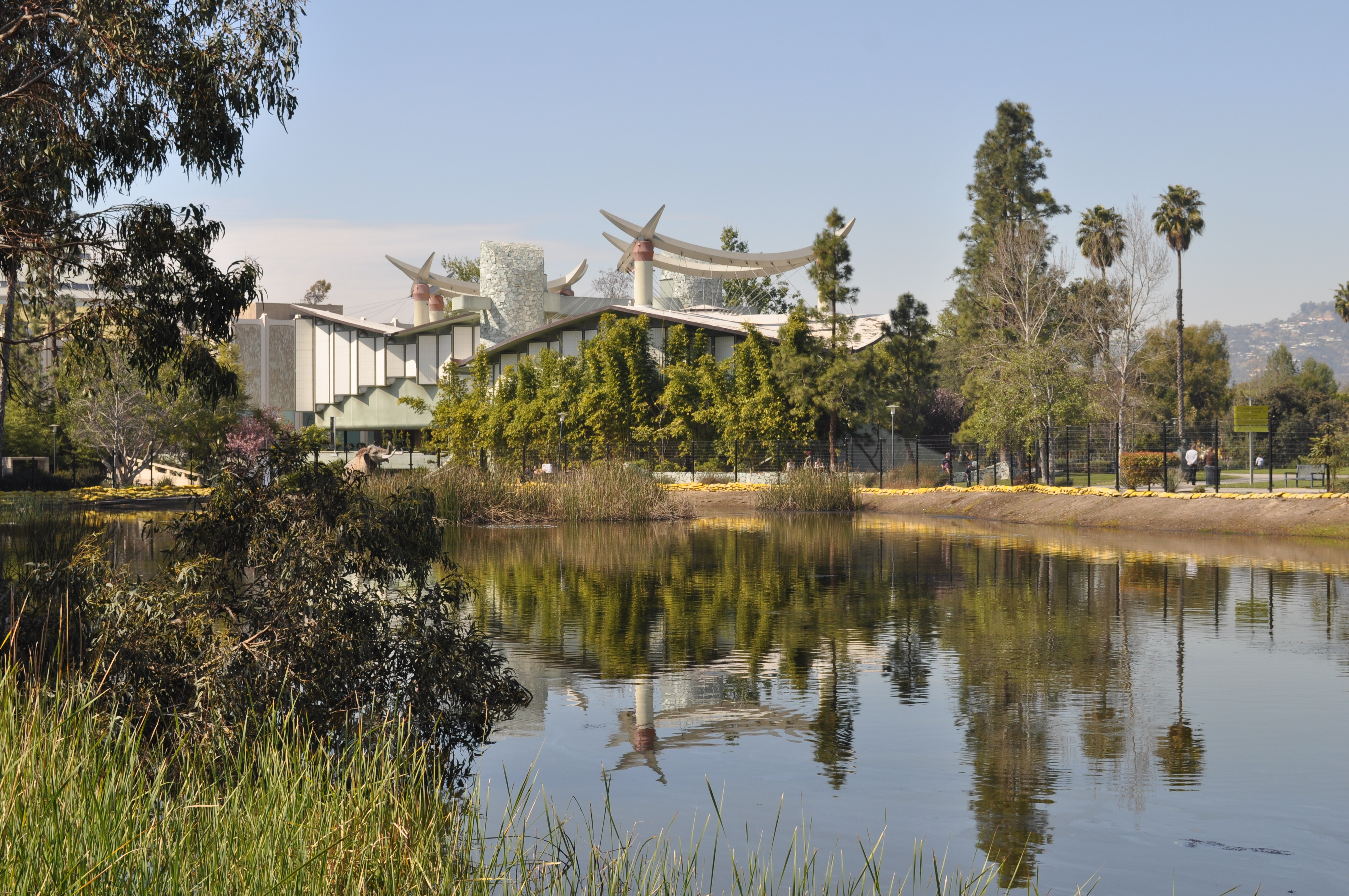
Pavilion of Japanese Art, 1988 eröffnet

Für die Sammlung japanischer Kunst, insbesondere die Sammlung von Joe Price, entstand der 1988 eröffnete Pavilion of Japanese Art als Solitärbau zwischen dem Hammer Building und den La Brea-Teergruben. Das Gebäude hatte der Architekt Bruce Goff in Zusammenarbeit mit Bart Prince in Anlehnung an traditionelle japanische Häuser entworfen. Im Inneren führt eine Spiralrampe auf einem festgelegten Weg durch die Galerie, die für die Bedürfnisse zur Präsentation der Kunstwerke gestaltet wurde. Ebenfalls 1988 eröffnete der B. Gerald Cantor Sculpture Garden am Wilshire Boulevard. In diesem Skulpturen Park sind vor allem Skulpturen von Auguste Rodin zu sehen, die von der Iris & B. Gerald Cantor Foundation gestiftet wurden.
1992 trat Michael E. Shapiro die Position des Direktors an, blieb aber vor allem wegen finanzieller Probleme des Museum nur ein knappes Jahr im Amt. Nach ein Interimsphase wurde Graham W. J. Beal 1966 Direktor und blieb bis 1999 im Amt. Bereits 1994 hatte das Museum das benachbarte Gebäude des ehemaligen Kaufhauses May (May Department Store) erworben. Das 1939 im Stil der Stromlinien-Moderne nach Plänen von Albert C. Martin eröffnete Gebäude stand ab 1998 unter der Bezeichnung LACMA West als weiterer Museumsbereich zur Verfügung, wodurch sich die Ausstellungsfläche um 30 Prozent erhöhte. Der an das LACMA angrenzende Park wurde nach Plänen der Landschaftsarchitektin Laurie Olin umgestaltet und 1999 neu eröffnet. Hierzu gehört auch ein von der Künstlerin Jackie Ferrara gestaltetes Amphitheater für Freilicht-Veranstaltungen.
1999 übernahm Andrea L. Rich die Leitung des Museums. In ihrer Amtszeit bis 2005 fielen die Entscheidungen zur grundlegenden Umgestaltung des Museums. Gemeinsam mit dem Vorstand wurden 2001 fünf Architekturbüros zu einem Wettbewerb zur zukünftigen Gestaltung des Museumscampus der 1960er Jahre eingeladen. Während die vier Entwürfe der Architekten Jean Nouvel, Steven Holl, Daniel Libeskind und Thom Mayne die Sanierung und Erweiterung der bisherigen Bauten vorsahen, schlug das Büro von Rem Koolhaas vor, die bisherigen Gebäude abzureißen und einen Museumsneubau. zu forcieren. Sein Entwurf für den Neubau sah ein von Betonstützen getragenes Gebäude über einem Platz vor, dass einen ebenerdigen offenen Zugang zwischen den Parkbereichen ermöglicht und die Museumssammlung auf einer Etage präsentiert hätte. Der Bau wurde zwar aus finanziellen Gründen nicht realisiert, die grundlegende Idee aber später durch den Plan von Peter Zumthor aufgegriffen.
Da der Plan von Kohlhaas nicht umgesetzt werden konnte, suchte der Museumsvorstand nach anderen Lösungen. Vorstandsmitglied Eli Broad wandte sich an den italienischen Architekten Renzo Piano, um ein freistehendes Museumsgebäude als Ergänzung zu den bisherigen Bauten zu entwerfen. Piano willigte zwar ein, stellte jedoch die Bedingung, zugleich einen Plan für das gesamte Museumsgelände entwickeln zu können. Pianos Masterplan sah ein neues Erschließungsmuster des Museums mit einer zentralen Achse in West-Ost-Richtung vor. Diese sollte vom LACMA West durch das umgestaltete Ahmanson Building bis zu den La Brea-Teergruben führen. Zwischen den LACMA West und den Bauten der 1960er und 1980er Jahre sah er an der Achse den von ihm entworfenen Neubau vor, der später nach dem Stifter die Bezeichnung Broad Contemporary Art Museum (BCAM) erhielt. 2006 wurde Michael Govan neuer Direktor des Museums. Unter seiner Leitung überarbeitete Piano den Plan und ergänzte den Campus um ein weiteres Gebäude, das gegenüber des BCAM liegen sollte und später die Bezeichnung Lynda and Stewart Resnick Exhibition Pavilion erhielt. Für die Umgestaltungen wurden 188 Millionen US-Dollar gespendet. Nach Fertigstellung des Broad-Gebäudes für moderne Kunst 2008 und des Resnick-Baus für Wechselausstellungen 2010 gewann das Museum 9.300 Quadratmeter Fläche hinzu, wodurch sich der Ausstellungsbereich nahezu verdoppelte. Die weiteren Planungen von Piano sahen vor, das May-Gebäude zu modernisieren. Neben verschiedenen Infrastruktureinrichtungen wie Restaurant, Museumsladen, Büroräumen und flexiblen Galerieräumen sollten hier die Abteilungen für Mode, Fotografie und Arbeiten auf Papier untergebracht werden. Zudem war ein Skulpturengarten auf dem Dach vorgesehen. Diese Planungen wurden jedoch im November 2010 eingestellt und auch Pianos weitere Ideen für die Umgestaltung der älteren Bauten kamen nicht zur Ausführung. Das Gebäude des LACMA West wurde 2014 vom Museum für 55 Jahre an die Academy of Motion Picture Arts and Sciences vermietet. Nach Umbauten durch Renzo Piano wurde 2021 in dem Gebäude das Academy Museum of Motion Pictures eröffnet.
Im November 2009 wurde bekannt, dass Museumsdirektor Govan mit dem Schweizer Architekt Peter Zumthor über den Neubau des östlichen Museumscampus beriet. Erste Planungen Zumthors, die er zusammen mit dem Büro Skidmore, Owings and Merrill vorlegte, sahen ein Gebäude entlang des Wilshire Boulevard vor bis zu den La Brea-Teergruben, bei dem die mit Glas verkleideten Hauptgalerien im ersten Stock lagen. Zumthors überarbeiteter Entwurf von 2013 führte das Gebäude weg von den La Brea-Teergruben über den Wilshire Boulevard hinweg bis zu einem Grundstück auf der anderen Straßenseite. Der Bau wurde zunächst mit 650 Millionen US-Dollar veranschlagt. Die Regionalverwaltung Los Angeles County Board of Supervisors bewilligte dem Projekt zunächst fünf Millionen Dollar für die vorbereitenden Abrissarbeiten des Ahmanson Building, des Hammer Building, des Bing Centers und des Art of the Americas Building. Hinzu kamen 150 Millionen Dollar an weiterer öffentlicher Zuwendung für das Bauvorhaben. Zugleich wurde eine breite Spendeninitiative gestartet. Größter Einzelspender wurde David Geffen, zu dessen Ehren der Neubau David Geffen Galleries benannt wurde. Das 2025 fertiggestellte Gebäude soll im April 2026 als Museum eröffnet werden.

## Sammlung

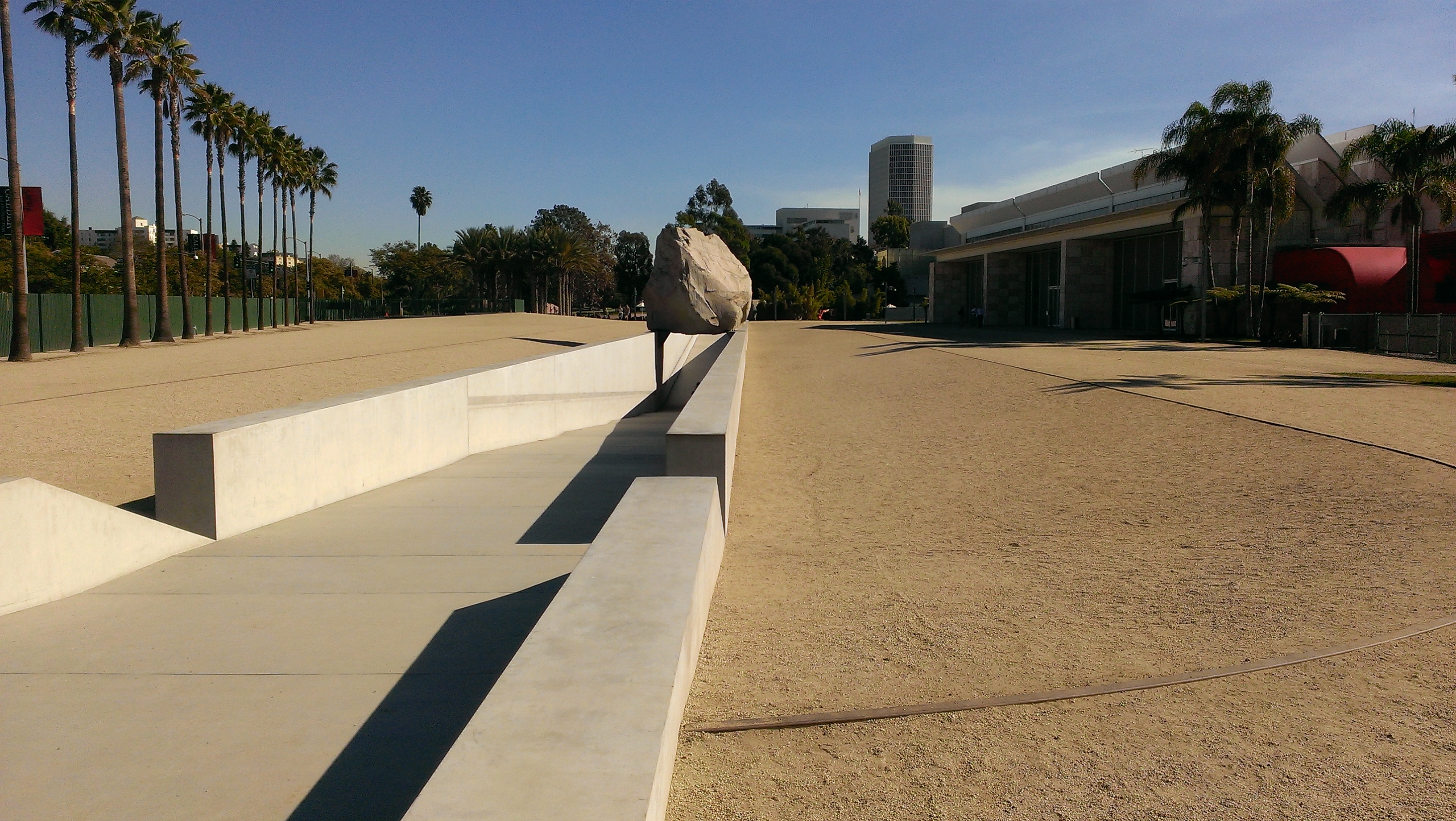
Installation Levitated Mass von Michael Heizer auf dem Museumscampus

Die Sammlung umfasst folgende Schwerpunkte:
| - Afrikanische Kunst - Altorientalische Kunst - Kunst des alten Amerika - Amerikanische Kunst - Chinesische Kunst - Zeitgenössische Kunst - Kostüme und Textilien - Kunsthandwerk und Design - Ägyptische Kunst - Europäische Malerei - Europäische Bildhauerei | - Deutsche Expressionistische Kunst - Griechische und Römische Kunst - Islamische Kunst - Japanische Kunst - Koreanische Kunst - Lateinamerikanische Kunst - Moderne Kunst - Photographie - Drucke und Zeichnungen - Süd- und Südostasiatische Kunst |

## Bibliothek
Die Mr. and Mrs. Balch Art Research Library umfasst 175.000 Bücher, Zeitungen und Magazine. Sie umfasst Monographien zu einzelnen Künstlern und Kunststilen, Sammlungs- und Ausstellungskataloge von Museen und privaten Sammlern sowie Auktionskataloge und weitere Werke, die sich mit Kunst und Kunstwerken befassen. Außerdem dient sie als Archiv vergangener Ausstellungen des Museums und dessen Geschichte.